# William Collins (éditeur)
Pour les articles homonymes, voir William Collins et Collins.
William Collins (1789-1853) est un maître d'école et un éditeur écossais né à Glasgow. Il fonda en 1819 sa maison d'édition destiné d'abord à vendre des livres religieux. Il diffusa son premier dictionnaire Collins en 1824, date à laquelle il reçut l'autorisation de commercialiser la Bible. En 1856 parut le premier atlas Collins.
Au XXe siècle, Collins se mit à diffuser des œuvres de fiction, devenant par exemple l'éditeur d'Agatha Christie à partir de 1926 avec Le Meurtre de Roger Ackroyd. En 1990, la maison d'édition prit le nom d'HarperCollins.